# Le colline sono in fiore/Io non ci sarò
Le colline sono in fiore/Io non ci sarò è un singolo discografico della cantante italiana Wilma Goich, pubblicato nel gennaio 1965.

## Storia
Entrambi i brani di questo 45 giri (matrici NLNH 3002/NLNH 3003 del 30/12/1964) sono stati incisi con l'accompagnamento dell'Orchestra del maestro Iller Pattacini e del Coro di Nora Orlandi.
Il brano Le colline sono in fiore fu presentato al Festival di Sanremo 1965 in coppia con i New Christy Minstrels: esso giunse soltanto al 9º posto della classifica finale, ma fu considerato il vincitore morale, grazie al successo di vendite ottenuto (la versione dei N.C.M. ebbe un successo largamente maggiore nelle vendite, raggiungendo il 1º posto della classifica dei singoli del 1965, mentre la versione della Goich arriverà solo al 15°). Il brano fu inciso dalla cantante savonese anche in lingua spagnola e in lingua tedesca (in Germania il nome del brano era Die Liebe Kommt Wieder), scalando le classifiche anche in quei Paesi e giungendo fino in Giappone. A questa canzone, l'artista deve dunque l'inizio della sua popolarità a livello internazionale: essa fu apprezzatissima anche nelle Americhe e tutt'oggi è considerata il più grande successo di Wilma.
La canzone sarà interpretata anche da Nancy Cuomo che la incise per la KappaO nel 1965 e da Gigliola Cinquetti che la inserì nella sua raccolta Giro del Mondo in 12 Canzoni del 1977, pubblicata per la CGD.
La canzone del lato b del 7 pollici è Io non ci sarò. Il brano è ricordato soprattutto perché l'artista ne realizzò uno dei primi videoclip musicali della storia della musica leggera italiana.

## Tracce
Lato A
1. Le colline sono in fiore (amore ritorna) – 3:12 (Renato Angiolini, Calibi)

Lato B
1. Io non ci sarò – 2:15 (Mogol, Iller Pattacini)